# GMail Drive
GMail Drive és una aplicació extraoficial para Microsoft Windows basada en l'ús d'un compte de correu Gmail com unitat d'emmagatzematge virtual en Internet. Està basat en GmailFS, un sistema d'arxius desenvolupat per Richard Jones. GMail Drive fou publicat en 2004 i funcional ja el 2005 que és anterior a directori de l'aplicació actualitzada de Google de Google Drive publicat el 24 d'abril de 2012. A partir de 2015 la pàgina oficial de l'extensió declara el projecte mort.
Internament realitza l'operació d'enviar missatges de correu amb dades adjuntes, des de i cap al nostre propi compte de correu, aconseguint així que aquestes dades adjuntes hi quedin emmagatzemades. No obstant això, el que podem veure de l'aplicació és simplement un sistema de carpetes similar al del nostre sistema operatiu, en el qual podem fer totes les funcions bàsiques: crear carpetes, copiar, enganxar, arrossegar, eliminar...
Aquesta aplicació està subjecta a les limitacions de qualsevol compte Gmail. El rang de la grandària dels arxius amb els quals es pot treballar ha de ser el mateix que el permès per a l'enviament d'arxius adjunts (màxim de 25 MB), existint la limitació de velocitat o possibles problemes dels servidors proporcionats per l'empresa Google, per al seu sistema de correu.
A més, els arxius amb extensions perilloses per a GMail (per exemple arxius .exe i altres) s'han de canviar de nom abans de gravar-se en el disc virtual.